# 美術屋・百兵衛
『美術屋・百兵衛』（びじゅつや・ひゃくべい）は、2007年に創刊された、麗人社から発行されている季刊の美術雑誌。A5サイズ。全国47都道府県の美術を中心とした文化を紹介する雑誌である。No.49まで各号ごとにひとつの都道府県を特集し、その地域の文化全般を紹介するほか、日本全国の美術ニュース、展覧会情報などを掲載していた。No.50以降は都道府県の特集がなくなり、各号ごとに特徴のある巻頭特集を企画するほか、日本全国の美術情報を掲載。紙媒体として、No.1〜No.59まで発行された。

季刊誌『美術屋・百兵衛』は、2022年1月13日からONLINEマガジン（Webマガジン）『美術屋・百兵衛ONLINE』へとリニューアルした。情報更新日は毎月13日頃と28日頃。紙媒体からオンラインへ移行後も、アーティストや展覧会の最新情報、アーティストインタビュー、芸術家や美術評論家のコラムなどを掲載している。

## 『美術屋・百兵衛ONLINE』の掲載カテゴリー
展覧会
全国を巡回する大規模展覧会から地方の小さなギャラリーで開催される個展まで、美術ファンにぜひ知ってほしい展覧会の情報。
美術館
新しくオープンするなど注目を集める美術館や、美術館に併設されたカフェやレストランの話題など、全国各地にある様々な美術館の情報。
ギャラリー
主に関西を中心に、ひとつのジャンルにこだわり続ける画廊や先鋭的な企画展を開催するアートスペースなど、個性的なギャラリーを発掘。
アーティスト
いま話題のアーティスト、今後の動向が気になるアーティストなど、百兵衛ONLINE編集部がピックアップした様々なジャンルの芸術家を紹介。
コラム
佐々木豊や小松美羽といった現役アーティスト、勅使河原純や中野中などの美術評論家、大学教授、ギャラリストなどが連載するコラム。
執筆者一覧（50音順）青木芳昭／高橋周平／小松美羽／佐々木豊／庄司惠一／勅使河原純／中野中／松本亮平／ヤマザキムツミ／山本冬彦
アートイベント
長期間にわたって開催される国際的な芸術祭から、小さな町でたった1日だけ実施される風変わりなお祭りまで、旬な個性派アートイベントを紹介。
最新アート情報
展覧会や美術館／ギャラリー、アーティストといったカテゴリーには当てはまらない、アートに関するホットな情報をタイムリーに紹介。
アートを学ぶ
墨などの画材についての連載講座や、社会人がアートを学べる場所などに関する情報など、読むことでアートをより深く学べるような記事。
レビュー
展覧会や芸術祭、アートフェアなど、百兵衛ONLINE編集部が実際に訪れたイベントのレビュー。
アーカイブ
これまでに発行した雑誌「美術屋・百兵衛」（紙媒体）や「百兵衛ONLINE」（Web版）の中から、もう一度読みたいという要望の多かった記事を掲載。

## 雑誌時代の記事について
注目の芸術家の作品や展覧会の話題を紹介するなど、美術界の現状を伝える雑誌であり、地方文化の特集では美術工芸、料理、催し、美術館や博物館、画廊等の情報等が毎号掲載されていた。また、美術評論家の安井収蔵、林紀一郎、現代美術家・森村泰昌などのコラムが連載されていた。

## 誌名の由来
公式サイトによると、「百兵衛」とは架空の人物。松尾芭蕉や水戸黄門のように健脚で元気な、そして美術商を生業とする江戸時代の老人をイメージし、名付けられた。

## 歴代編集長
- 野口和男（1959年生まれ）（No.1〜No.4）
- 松尾美喜（1963年生まれ）（No.5〜）